# 王泽康
王泽康（1994年5月25日—），中国男子羽毛球运动员。

## 簡歷
2018年5月，王泽康出戰澳洲羽毛球公開賽，與李茵晖合作打進混合雙打比賽四強。

## 主要比賽成績
只列出曾進入準決賽的國際賽事成績：
| 年份   | 賽事                 | 公開賽級別 | 項目     | 搭檔   | 成績   |
| ------ | -------------------- | ---------- | -------- | ------ | ------ |
| 2018年 | 亞洲羽毛球團體錦標賽 | 其他       | 男子團體 | －     | 銀牌   |
| 2018年 | 澳洲羽毛球公開賽     | 超級300賽  | 混合雙打 | 李茵晖 | 準決賽 |
| 2018年 | 薩洛盧羽毛球公開賽   | 超級100賽  | 男子雙打 | 黃凱祥 | 準決賽 |
| 2019年 | 中國陵水羽毛球大師賽 | 超級100賽  | 男子雙打 | 黄凯祥 | 準決賽 |

| 2018-2026年 | 總決賽 | 超級1000賽 | 超級750賽 | 超級500賽 | 超級300賽 | 超級100賽 | 國際挑戰賽 | 國際系列賽 | 未來系列賽 | 其他 |